# Urząd Großer Plöner See
Urząd Großer Plöner See (niem. Amt Großer Plöner See) – urząd w Niemczech w kraju związkowym Szlezwik-Holsztyn, w powiecie Plön. Siedziba urzędu znajduje się w mieście Plön.
W skład urzędu wchodzi dziesięć gmin:
1. Bosau – gmina należy administracyjnie do związku, leży jednak w powiecie Ostholstein
2. Dersau
3. Dörnick
4. Grebin
5. Kalübbe
6. Lebrade
7. Nehmten
8. Rantzau
9. Rathjensdorf
10. Wittmoldt

1 stycznia 2014 z urzędu wystąpiły gminy Ascheberg oraz Bösdorf i stały się samodzielnymi gminami.